# Гайкович, Святослав Владимирович
Святослав Владимирович Гайкович (род. 15 августа 1947, г. Ленинград) — российский архитектор. Заслуженный архитектор России. Вице-президент Санкт-Петербургского Союза архитекторов.

## Биография
Святослав Владимирович Гайкович родился 15 августа 1947 года в Ленинграде. 
В 1971 году окончил Архитектурный факультет Института Живописи  Скульптуры и Архитектуры им. И. Е. Репина.
После института работал архитектором. в период с 1986 по 1989 был руководителем архитектурно-планировочной мастерской ЛенЗНИИЭПа.
В 1989 году открыл свою фирму, а в 1991 году начало свою деятельность Архитектурное бюро «СТУДИЯ-17». Фирма вошла в «Объединение архитектурных мастерских»  и стала одной из престижных организаций Санкт-Петербурга.
По проектам С. В. Гайковича и партнёров построено множество жилых и общественных зданий в Санкт-Петербурге, всем им свойственно отсутствие архитектурного вкуса.
С 2008 по 2011 года был заместителем, а затем и председателем Петербургского Объединения архитектурных мастерских. 
С 2012 по 2016 — вице-президент Санкт-Петербургского Союза архитекторов. 
С 2002 года — заслуженный архитектор Российской Федерации.
С 2003 года доцент на кафедре архитектуры в Академии Художеств.
Член комиссии Санкт-Петербургского Союза архитекторов по экоустойчивой архитектуре.
С 2011 года — действительный член Международной Академии Архитектуры (МААМ).
С 2012 года — член экспертного совета Петербургского отделения Всероссийского общества охраны памятников истории и архитектуры (ВООПИиК).

## Проекты и постройки в Санкт-Петербурге
- Жилой дом, 2 линия В. О., д. 27 (1996);
- Дача Шварца (реконструкция), Петроградский район, Каменный остров, 2-я Березовая аллея, д. 34 (2003);
- Жилой дом, ул. Съезжинская, д. 36 (2004);
- Жилой дом, ул. Восстания, д. 8а (2005);
- Жилой дом, В. О. ул. Беринга д.1 (2006);
- Торговый и бизнес центр «Атлантик-сити» (2009);
- Театрально-развлекательный комплекс «Лицедеи» (2010);
- Гостиничный комплекс «Park inn Nevsky», ул. Гончарная, 4А/ Невский проспект 91А (2010);
- Жилой комплекс «Ориенталь», ул. Барочная, 12/76, лит."Б" (2012) и др[3].